# Dorfkirche Bückwitz

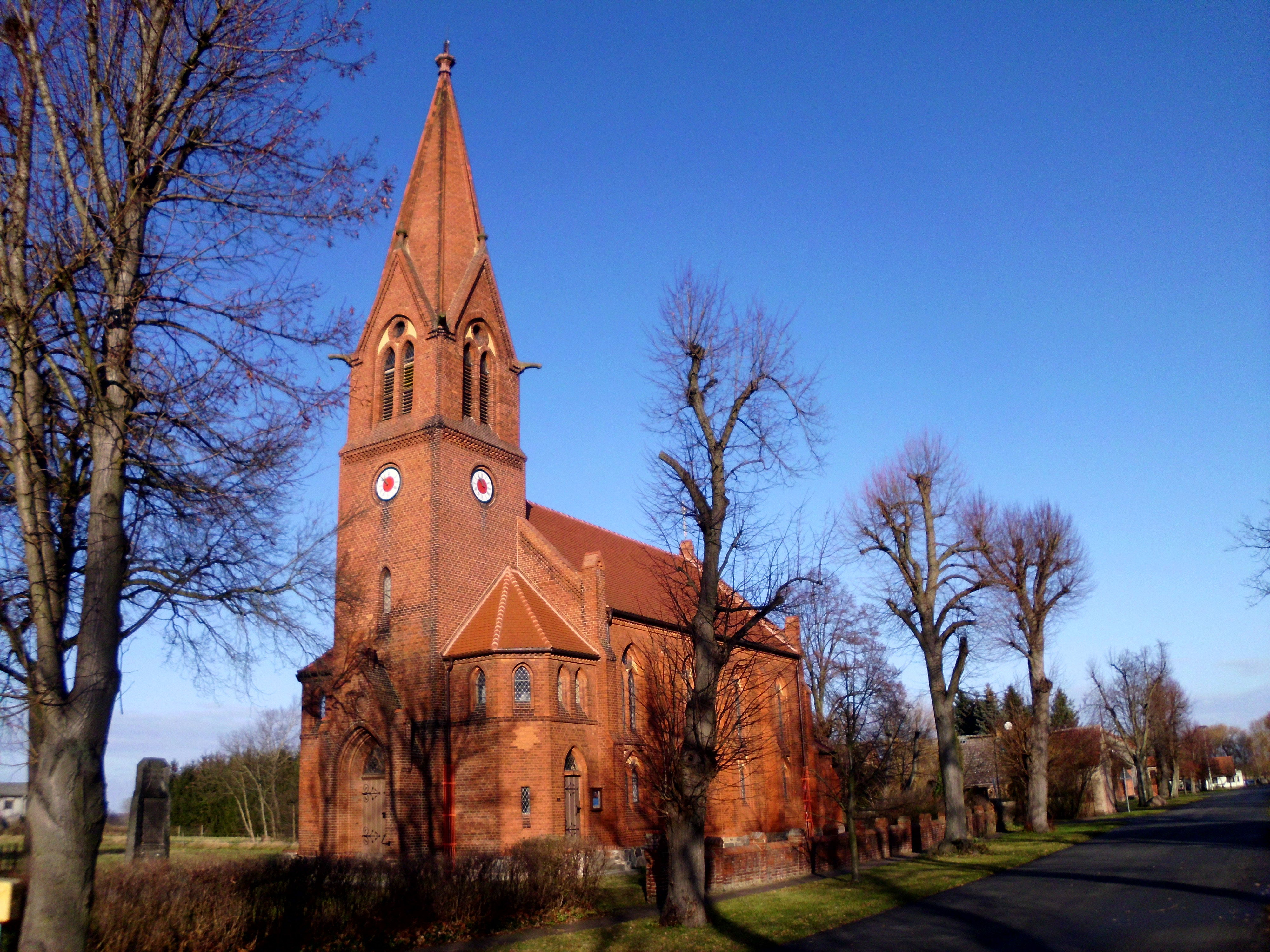
Dorfkirche in Bückwitz (2011); davor die backsteinerne Einfriedung aus der Zeit um das Erbauungsjahr

Die evangelische, denkmalgeschützte Dorfkirche Bückwitz, Wusterhausen/Dosse ist ein neugotischer Backsteinbau im Landkreis Ostprignitz-Ruppin im Nordwesten Brandenburgs. Sie gehört zur Gesamtkirchengemeinde Neustadt im Kirchenkreis Prignitz, Sprengel Potsdam der Evangelischen Kirche Berlin-Brandenburg-schlesische Oberlausitz. 

## Lage
Die Kirche steht in der Seestraße 10 des Dorfes Bückwitz, einem Ortsteil der Gemeinde Wusterhausen/Dosse. Sie besitzt eine für Kirchen ungewöhnliche Nord-Süd-Ausrichtung. Der Turm steht im Süden.

## Geschichte
Die erste Erwähnung einer Kirche im Dorf datiert auf 1540. In Bückwitz existierten vor dem heutigen Bau bereits drei Kirchen, von denen der Vorgängerbau im Dreißigjährigen Krieg oder beim großen Brand des Dorfs 1835 zerstört worden war. Für 1525 ist weiterhin im Ort eine St.-Katharinen-Kapelle bezeugt. Nach einem Eintrag in einer Chronik für das Jahr 1540 stand sie im Garten der Familie Helm. Nach langem Bau erfolgte die Einweihung des Gotteshauses am 30. November 1880. Bis 2005 galt die Kirche als baufällig. Danach flossen insgesamt rund 500.000 Euro in ihre Sanierung.
Seit 2008 gibt es einen Förderverein, der sich für den Erhalt der Kirche und ihre Nutzung einsetzt.
Bückwitz war ehemals als Pfarrei selbstständig, wurde ab 1541 jedoch von Kampehl und seit 1558 von Neustadt (Dosse) aus kuriert. Von 1910 an war sie Tochterkirche von Segeletz, davor Neustadt/Dosse. Heute ist die Gemeinde Teil der Gesamtkirchengemeinde Neustadt im Kirchenkreis Prignitz des Sprengels Potsdam der Evangelischen Kirche Berlin-Brandenburg-schlesische Oberlausitz.

## Beschreibung

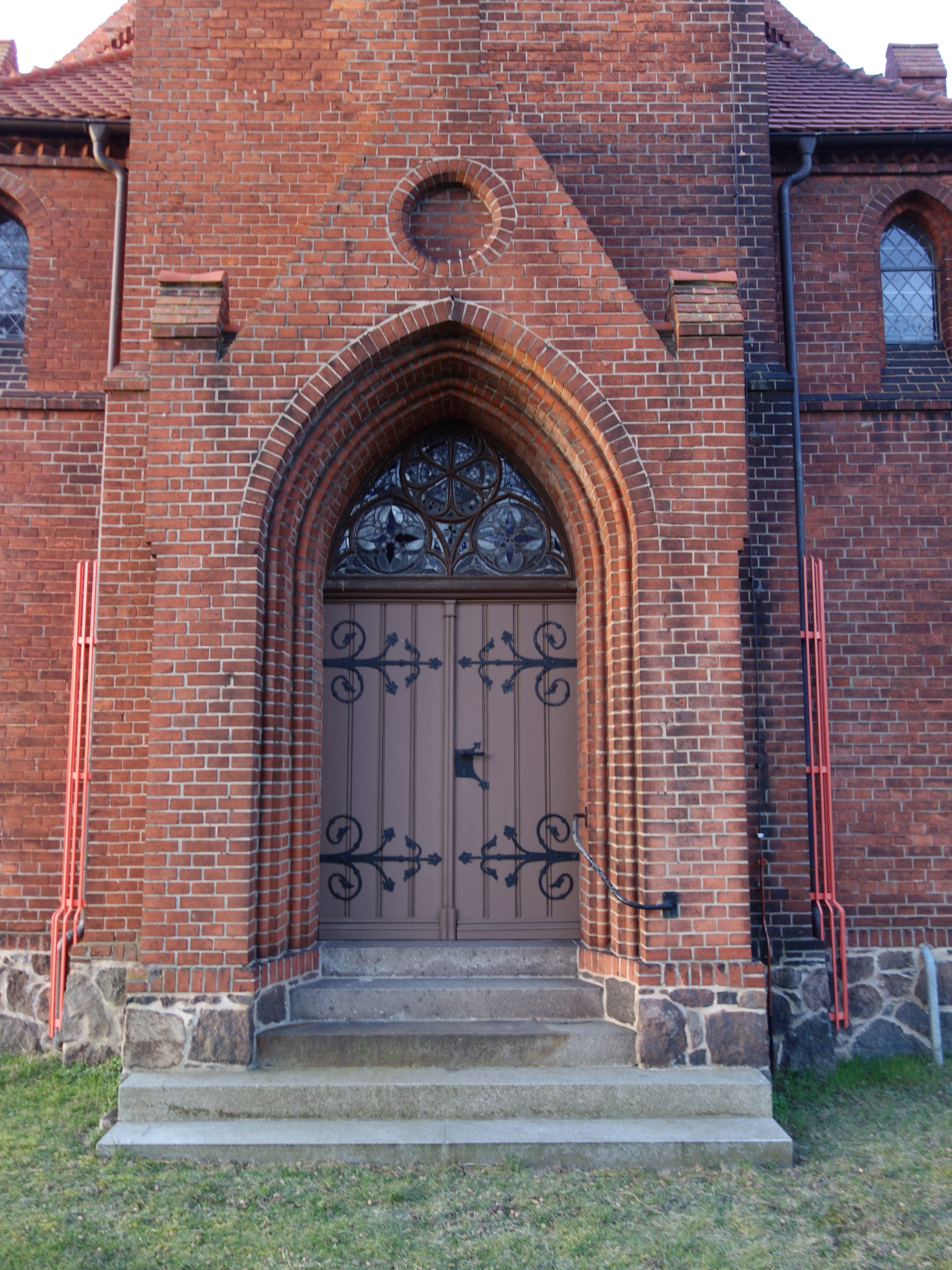
Eingangsportal (2017)

### Architektur
Es handelt sich um eine neugotische Backsteinkirche. Zur Straße hin wird das Gelände von einer Ziegelsteinmauer (um 1880) begrenzt.

### Ausstattung
Zur Ausstattung gehört eine große Glocke von 1708, die von Otto Ehlers aus Berlin stammt. Darüber hinaus verfügt die Kirche über ein aufgearbeitetes Taufbecken, welches 2018 enthüllt worden war.
Die Orgel mit einem Manual, acht Registern und 486 Pfeifen von 1881 ist aus der Hand des Neuruppiner Orgelbauers Albert Hollenbach. Ihr Gehäuse wurde möglicherweise zwar von ihm entworfen, aber nicht von ihm selbst gefertigt, sondern vom Tischler, der auch andere Teile des Innenraums hergestellt hat. Instandsetzungen folgten 1907 durch den Orgelbauer Piper aus Perleberg und 1957 durch Hans Voit aus Rathenow. Dabei wurden die 1917 wegen des Krieges abgegebenen Prospektpfeifen ersetzt. Aufgrund mehrerer Schäden, darunter eines Holzwurmbefalls, musste sie restauriert werden. Die Arbeit vom Unternehmen Matthias Beckmanns begann im Herbst 2017 und wurde vier Monate später vollendet.

### Gefallenendenkmal

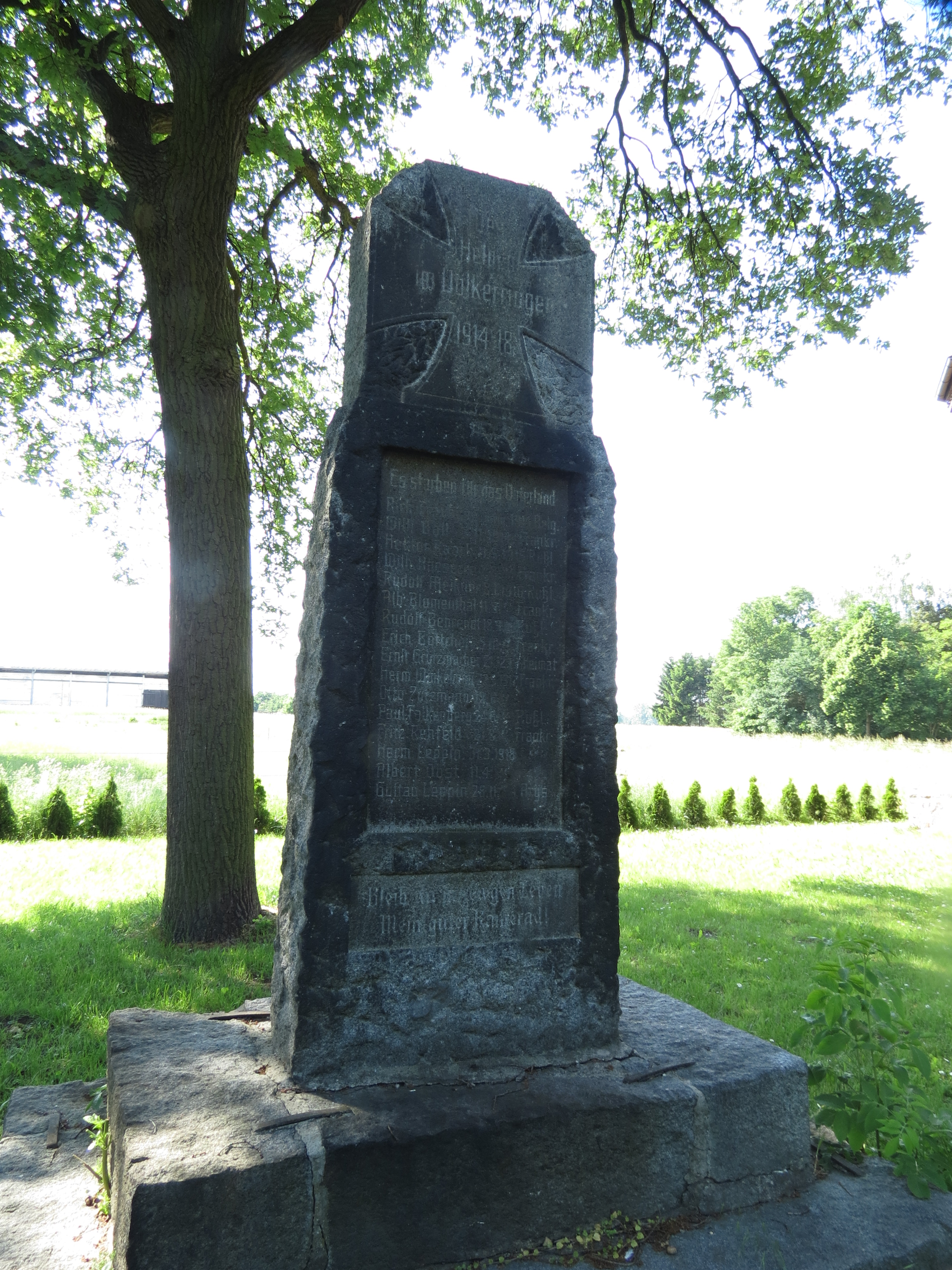
Gefallenendenkmal vor der Erneuerung der Inschriftfelder zwei und drei (2016)

Das zwischen 1920 und 1930 errichtete Kriegerdenkmal steht im Osten der Kirche und ist aus Granit gefertigt. Es trägt die Inschrift (nach erneuerten Inschriftfeldern):